# Parhippopsicon clarkei
Parhippopsicon clarkei là một loài bọ cánh cứng trong họ Cerambycidae.